# Dolmen von Porsagergård
Der Dolmen von Porsagergård war eine megalithische Grabanlage der jungsteinzeitlichen Nordgruppe der Trichterbecherkultur im Kirchspiel Græsted in der dänischen Kommune Gribskov. Er wurde im 19. Jahrhundert zerstört.

## Lage
Das Grab lag nordöstlich des Hofs Porsagergård auf einem Feld. Wenige Meter östlich lagen drei weitere heute zerstörte Hügel unbekannter Zeitstellung. Etwa 100 m südöstlich lag eine Gruppe von vier weiteren zerstörten Hügeln und unmittelbar nordöstlich davon die noch erhaltene Steinkiste von Porsagergård.

## Forschungsgeschichte
Der genaue Zerstörungszeitpunkt des Grabs ist unbekannt. Mitarbeiter des Dänischen Nationalmuseums führten im Jahr 1886 eine Dokumentation der Fundstelle durch. Zu dieser Zeit waren keine baulichen Überreste der Anlage mehr erhalten.

## Beschreibung

### Architektur
Die Anlage besaß eine Hügelschüttung unbekannter Form und Größe. Der Hügel enthielt eine nord-südlich orientierte Grabkammer, die als kleiner Dolmen anzusprechen ist. Sie hatte eine Länge von 1,9 m, eine Breite von 1 m und eine Höhe von 1 m. Die Kammer bestand aus großen Wandsteinen und mehreren Decksteinen.

### Funde
In der Kammer wurden mehrere Feuerstein-Beile gefunden.